# Royaume de Croatie (Moyen Âge)
Pour les articles homonymes, voir Croatie (homonymie).
 (mai 2024).
Si vous disposez d'ouvrages ou d'articles de référence ou si vous connaissez des sites web de qualité traitant du thème abordé ici, merci de compléter l'article en donnant les références utiles à sa vérifiabilité et en les liant à la section « Notes et références ».
925–1102
Entités précédentes :
- Croatie dalmate
- Croatie Pannonienne

Entités suivantes :
- Royaume de Croatie (uni à la Hongrie)

L'État croate médiéval, ou royaume de Croatie, est un royaume qui s'étendit sur la Croatie et la Bosnie-Herzégovine actuelles au Xe et au XIe siècle.
Les origines du peuple croate remontent aux Slaves méridionaux qui arrivèrent sur le territoire des anciennes provinces romaines de Pannonie et de Dalmatie entre le VIIe et le VIIIe siècle, et établirent des principautés indépendantes. Au Xe siècle, la Croatie dalmate et la Croatie pannonienne furent réunies en un royaume de Croatie (en croate : Kraljevina Hrvatska) qui subsista sous cette forme de 925 à 1102. À cette date, il entra officiellement en union personnelle avec le royaume de Hongrie, mais, dans les faits, fut rapidement intégré à ce dernier.

## Origine

### Origine des Croates

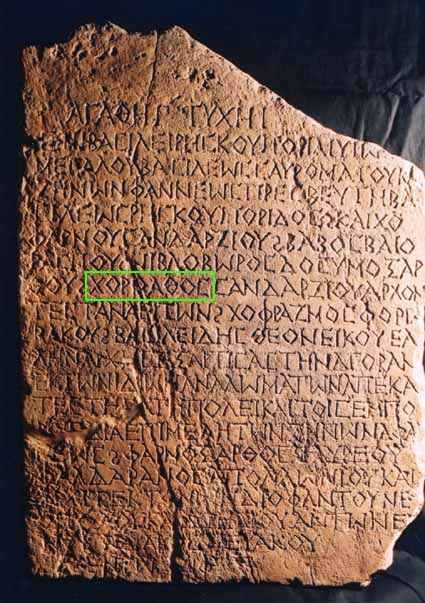
Tablette de Tanaïs

L’origine des Croates est discutée. En dépit de leur langue slave, les protochronistes, inspirés par la théorie de l'invasion aryenne, avancent qu’ils descendent des Alains, un peuple iranien originaire de la steppe pontique. Mais même cette origine iranienne est trop récente pour certains protochronistes, qui font état d’études génétiques qui, selon eux, feraient remonter les origines de la première tribu croate au nord de l’Asie centrale il y a environ 10 000 ans, soit au début du Mésolithique. Le manque de marqueurs génétiques communs avec les populations iraniennes actuelles rend improbables les théories protochronistes.
L’étymologie du nom Croate (en croate : Hrvat) est elle aussi discutée. Le nom a été rapproché du vieux slave xŭrvatŭ signifiant « bien, bon » (хороват) mais pour les protochronistes, il viendrait de l’avestique hu-ur-vatha, dont la signification précise reste également controversée mais semble signifier « allié ». Selon les protochronistes (pas seulement croates, mais aussi serbes et bulgares), des tribus de cavaliers iraniens, en provenance du mont Iméon dans l’actuel Afghanistan, se seraient installées au Ve siècle av. J.-C. en Europe de l'Est où elles furent rapidement slavisées. Le nom Horouathos présent dans deux textes en alphabet grec sur la pierre de Tanaïs (en), qui date environ du IIIe siècle av. J.-C., trouvée dans le port de Tanaïs sur la mer d'Azov, en Crimée, est ainsi interprété comme désignant les Croates.
En revanche, le fait qu’au VIIe siècle av. J.-C., le peuple slave des Croates est signalé par plusieurs sources en Croatie blanche, au nord des Carpates, dans la région de la haute Vistule (en Galicie), est une certitude admise par tous les historiens.

### Migration des Croates

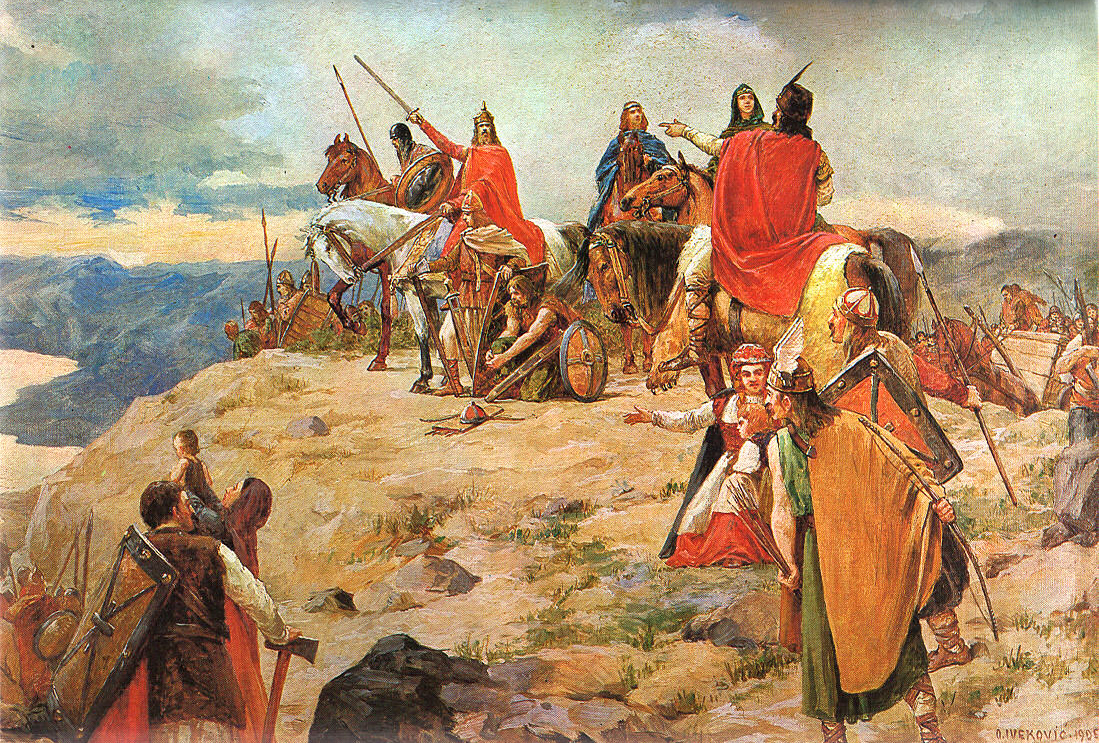
Oton Iveković. L'arrivée des Croates à la Mer Adriatique

Aucune trace écrite de la migration des Croates depuis la Croatie blanche vers l'ouest des Alpes dinariques n'a été préservée jusqu'à nos jours, en particulier qui proviendrait de cette région-même et concernant l'ensemble de ces événements. À la place, les historiens s'appuient sur des écrits datant de plusieurs siècles après les faits, et même ces écrits dérivent sans doute d'une tradition orale.
Le fait le plus communément admis à propos de l'origine des Croates est qu'ils descendent des tribus slaves qui vécurent aux alentours de l'actuelle Pologne ou de l'Ukraine occidentale. De nombreux historiens pensent aujourd'hui que les premiers Croates, aussi bien que d'autres groupes slaves, étaient des populations d'agriculteurs qui furent dominées  par le peuple nomade perse des Alains. Il n'est pas établi si les Alains ne furent qu'une caste dominante, une classe guerrière, ou s'ils eurent une bien plus grande contribution. Les traces de leur influence tiennent principalement du domaine philologique et étymologique.
Le livre De Administrando Imperio, écrit au Xe siècle, est la source la plus référencée concernant la migration des peuples slaves vers l'Europe du Sud-est. Selon cette source, ils migrent d'abord vers l'an 600 depuis la région qui couvre maintenant la Galicie et une partie de la plaine de Pannonie, menés par le peuple turc des Avars, jusqu'à la province de Dalmatie gouvernée par l'Empire byzantin. Selon De Administrando Imperio, les Croates sont conduits jusqu'à la province romaine de Dalmatie par un groupe de cinq frères — Klukas, Lobel, Kosenc, Muhlo et Hrvat — et leurs deux sœurs — Tuga et Buga.
La deuxième vague de migration, autour de l'an 620 ou 630, commence lorsque les Croates sont invités par l'Empereur Héraclius pour contrer les Avars qui menacent alors l'Empire byzantin. Un certain nombre de tribus croates - sept selon la légende - en provenance de la haute Vistule franchissent les Carpates et s’installent comme fédérés de l’Empire byzantin en Illyrie occidentale (Pannonie et Dalmatie).
De Administrando Imperio mentionne également une autre version des événements, où les Croates, sans y être invités par Héraclius,  vainquent les Avars et s'installent de leur propre initiative après avoir émigré depuis les environs de l'actuelle Silésie. Cette version est confirmée par les écrits d'un certain archidiacre Thomas, Historia Salonitana, datant du XIIIe siècle.
Pourtant, le rapport de l'archidiacre Thomas, de même que la Chronique du prêtre de Duklja du XIIe siècle, affirment que les Croates n'arrivent pas de la façon décrite par le texte byzantin. À la place, ces travaux prétendent que les Croates sont un groupe slave qui reste après l'occupation et le pillage de la province romaine de Dalmatie par les Goths du roi Totila. La Chronique de Duklja, en revanche, parle de l'invasion gothe (sous le commandement de "Svevlad", puis de ses descendants "Selimir" et "Ostroilo") après laquelle les Slaves n'ont fait que prendre la suite.
Quelles que soient les différentes interprétations, des peuplades croates s'installent finalement dans la région située entre la Drave et la Mer Adriatique, à l'ouest des provinces romaines de Pannonie et de Dalmatie. Elles fondent deux duchés : le duché de Pannonie au nord et le duché de Dalmatie au sud.

### Christianisme
La première trace de contact entre le Pape et les Croates remonte à une mention du milieu du VIIe siècle dans le Liber Pontificalis. Le Pape Jean IV (Jean le Dalmate, 640-642) envoie un abbé du nom de Martin en Dalmatie et en Istrie afin de payer la rançon pour plusieurs prisonniers et pour les reliques de martyrs chrétiens. Selon des sources, cet abbé traverse la Dalmatie avec l'aide des chefs croates, et établit les bases des futures relations entre le Pape et les Croates. Jean de Ravenne est chargé par le pape Jean IV de restaurer l’antique archevêché de Salone (Split).
La christianisation des Croates débute probablement au VIIe siècle, par des missionnaires des cités côtières romaines et par les missionnaires francs du patriarcat d’Aquilée. Elle est influencée par la proximité des anciennes villes romaines de Dalmatie. Elle est achevée au nord avant le IXe siècle. Les débuts de la christianisation sont également débattus dans les textes historiques : les textes byzantins parlent du duc de Porin qui l'entreprend sous l'influence de l'empereur Héraclius, puis du duc de Porga qui christianise son peuple en grande partie sous l'influence de missionnaires romains, tandis que la tradition nationale soutient que la christianisation se déroule sous le duc dalmate de Borna. Ce sont probablement des interprétations différentes du nom du même duc.
Les Croates ne furent jamais contraints à l'emploi du latin : ils célèbrent la messe dans leur propre langue et utilisent l'alphabet glagolitique. En 1248 seulement, le Pape Innocent IV condamne ces pratiques officiellement et l'alphabet latin commence à prévaloir. Le rite romain s'impose sur le rite byzantin relativement tôt grâce à de nombreuses interventions du Saint-Siège. Beaucoup de synodes sont tenus en Dalmatie au XIe siècle, en particulier après le Grand Schisme d'Orient, ce qui renforce continuellement l'emploi du rite romain jusqu'à ce qu'il devienne prédominant.

### Essor des Croates

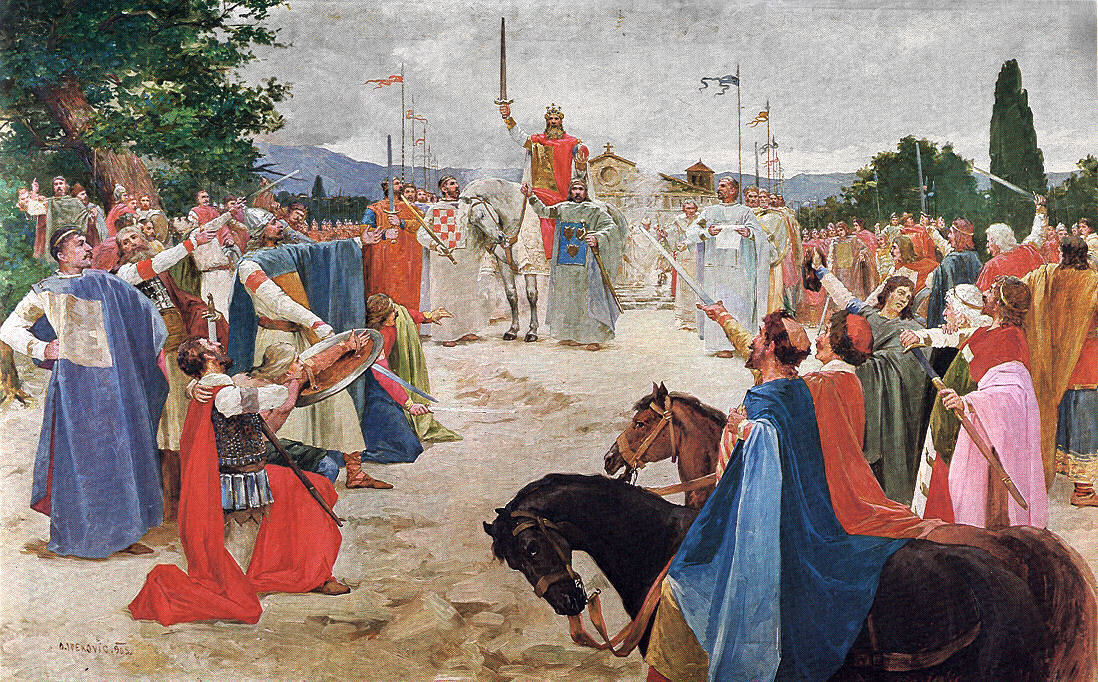
Le couronnement du Roi Tomislav

Pendant le haut Moyen Âge, les territoires croates sont répartis ou compris entre trois grandes entités : l'Empire romain d'Orient désireux de s'approprier les cités-États de Dalmatie et les îles, les Francs souhaitant occuper le nord et le nord-ouest, et au nord-est les Avars, puis plus tard les Magyars, et d'autres jeunes États. Le quatrième groupe, mais pas notablement puissant par rapport à l'État croate, est celui des Slaves voisins au sud-est, les Serbes, et les Bulgares.
En 796, le duc Vojnomir de Pannonie change de camp entre les Avars et les Francs. Dès la défaite et la destruction de l’État avar en 799, la Croatie pannonienne (Slavonie actuelle) et, un peu plus tard, la Croatie méridionale, dite aussi "Croatie Blanche" sont soumises manu militari à l’autorité du margrave de Furlande. Charlemagne envahit la Dalmatie en 799, la contestant aux Byzantins, et la conquiert définitivement en 803. Le duc qui mène les Croates vers le sud à cette époque se nomme Višeslav. Le patriarcat d'Aquilée peut alors christaniser les slaves qui restaient dans la région. L'invasion des cités dalmates par Charlemagne provoque une guerre avec l'Empire Byzantin. La situation est consacrée juridiquement par la Paix d’Aix-la-Chapelle (812) mettant fin à la guerre avec l’Empire d’Orient qui avait refusé de reconnaître le titre impérial à Charlemagne. La Croatie méridionale ("Blanche") est rétrocédée aux Francs, alors que Byzance conserve la souveraineté sur la Dalmatie côtière de population romane et constituée de trois îles (Osor, Krk et Rab) et cinq cités (Zadar, Trogir, Split, Dubrovnik et Kotor).
L'influence franque s'affaiblit après la mort de Charlemagne en 814 et, en 819, le duc croate Ljudevit Posavski encourage et dirige une rébellion en Pannonie. 
Les margraves francs envoient des armées en 820, 821 et 822 mais ne parviennent pas à mater les rebelles avant que finalement les forces de Ljudevit se retirent en Bosnie. Ce qui est de nos jours l'est de la Slavonie et de la Syrmie est pris par les Bulgares en 827 et les Francs le reprennent seulement en 845. Après les guerres entre l’empire franc et les Bulgares (827-829), le margraviat de Furlande est supprimé, la Croatie méridionale est soumise à l’autorité du roi d'Italie Lothaire Ier (828) et la Croatie pannonienne à l’autorité du roi de Germanie (838). On peut lire aisément déjà dans ces événements les prémices du destin politique ultérieur de la Croatie, partagée entre les zones d'influence italienne et germanique. La plus grande part de la Croatie pannonienne reste sous domination franque jusqu'à la fin du IXe siècle.
Le duc Mislav (835–845) construit une formidable armada, et signe en 839 un traité de paix avec Pietro Tradonico, le doge de Venise. Les Vénitiens entament rapidement une série d'affrontements avec les pirates slaves indépendants de la région de Paganie, mais ne réussissent pas à les vaincre. Le tsar bulgare Boris Ier commence également une longue guerre contre les Croates de Dalmatie, pour essayer d'agrandir son État vers l'Adriatique. 
Le duc Trpimir Ier (845–864) succède à Mislav et réussit à remporter la guerre contre les Bulgares et leurs sujets rasciens. Trpimir Ier agrandit son domaine en y incluant toute la Bosnie jusqu'à la Drina. Trpimir Ier consolide son pouvoir sur la Dalmatie et une grande partie de l'intérieur des terres vers la Pannonie, et institue des comtés pour contrôler ses vassaux (une idée qu'il emprunte aux Francs). La première mention écrite connue des Croates date du 4 mars 852, dans un édit de Trpimir. Trpimir est le premier membre de la dynastie des Trpimirović, qui gouverne la Croatia de 845 à 1091, avec des interruptions. 
Dans les années 840, les Sarrasins, un groupe de pirates arabes, envahissent Tarente et Bari. Leurs activités poussent Byzance à accroître sa présence militaire dans le sud de l'Adriatique. En 867, une flotte byzantine lève le siège des Sarrasins sur Dubrovnik (alors appelée Raguse) et triomphe aussi des pirates de Paganie. 
Face à plusieurs menaces navales, le duc Domagoj (864–876) reconstruit la flotte croate et aide les Francs à conquérir Bari en 871. Les vaisseaux croates obligent également les Vénitiens à payer un tribut pour pouvoir naviguer près de la côte Adriatique orientale.
Le fils de Domagoj, dont on ne connaît pas le nom, règne sur la Croatie dalmate entre 876 et 878. Ses forces attaquent les cités de l'Istrie de l'ouest en 876, mais sont ensuite battues par la flotte vénitienne. Ses forces terrestres triomphent du duc de Pannonie Kocelj (861–874), qui était soumis aux Francs. Les guerres de Domagoj et de son fils libèrent donc les Croates dalmates de l'emprise des Francs.
Le duc suivant, Zdeslav (878–879), renverse le fils de Domagoj, mais règne très brièvement, sans pouvoir empêcher l'Empire Byzantin de conquérir de vastes parties de la Dalmatie. Il est alors renversé à son tour par le duc Branimir (879–892), soutenu par l'Église d'Occident. En 879, le pays est reconnu comme un duché indépendant par le Pape Jean VIII et Branimir est surnommé dux Chroatorum. Branimir continue à repousser les incursions byzantines et renforce son État sous l'égide de Rome.
Après la mort de Branimir, le duc Muncimir (892–910), le frère de Zdeslav, prend le contrôle de la Dalmatie et la gouverne indépendamment de Rome et de Byzance sous le titre de divino munere Croatorum dux (duc des Croates avec l'aide de Dieu). 
Le dernier duc des Croates de Pannonie sous l'ordre des Francs est Braslav, mort en 897(?) lors d'une guerre contre les Magyars, qui migrent alors vers la plaine de Pannonie. En Dalmatie, le duc Tomislav (910–928) succède à Muncimir. Ayant refoulé les Magyars au-delà de la Drave, le duc Tomislav unit les Croates de Pannonie et de Dalmatie en un seul État, se faisant acclamer roi aux environs de 925.

## Royaume de Croatie
Le royaume de Croatie était un État indépendant ayant existé de 925  à 1102. L'État fut gouverné par la dynastie des Trpimirović, puis à partir de 1102, par le roi de Hongrie, dans le cadre d'une union personnelle.

### Règne de TomislavIer
Tomislav Ier, de la dynastie des Trpimirović, fut couronné rex Chroatorum (« Roi des Croates ») sur le champ de Duvno en 925. La ville au centre du champ de Duvno s'appelle aujourd'hui Tomislavgrad en son honneur. Tomislav était un descendant de Trpimir Ier, et il est donc considéré comme le fondateur de la dynastie Trpimirović. Il fut reconnu roi par le Pape Jean X et l’archevêché métropolitain de Salone (aujourd'hui Solin) regagna définitivement le giron de l’église de Rome avec, en contrepartie, l’obligation et la suprématie de la liturgie latine sur la liturgie glagolitique croate traditionnelle.
Tomislav, rex Chroatorum, créa un vaste État, comprenant la plupart de la Croatie centrale actuelle, la Slavonie, la Dalmatie et la plus grande partie de la Bosnie. Le pays fut administrativement divisé en onze comtés (županija) ayant à leur tête un banat (banovina) et chacune de ces régions ayant une cité royale fortifiée. Au nord-est, Tomislav fit la guerre à Siméon Ier de Bulgarie. Tomislav fit alliance avec Byzance contre les Bulgares, ce qui lui permit de contrôler les cités-États de Dalmatie, avec le titre de proconsul, tant qu'il put contenir l'expansion bulgare. Siméon Ier essaya de vaincre le pacte croato-byzantin en envoyant contre Tomislav le duc Alogobotur (en) à la tête d'une puissante armée en 926, mais il fut vaincu à la bataille des hautes terres de Bosnie. Selon De Administrando Imperio l'armée de Tomislav était forte d'environ 100 000 fantassins, 60 000 cavaliers, 80 grands navires de guerre (40 hommes) et 100 petits navires de guerre (10 à 20 hommes).

### Règne de Trpimir II et de KrešimirIer
Tomislav fut suivi par Trpimir II (928–935) et Krešimir Ier (935–945), qui préservèrent leur pouvoir et gardèrent de bons rapports avec le Pape et avec l'Empire byzantin. Au milieu du Xe siècle la Croatie fut une puissance militaire  mineure , mais elle fut confrontée au principal problème des familles régnantes de cette époque — à commencer par la plus célèbre, celle des Carolingiens — qu'était le droit de succession. Il était fondé sur le droit coutumier ancestral du séniorat, que divers souverains européens — encouragés par l’Église qui cherchait à pouvoir appuyer son action missionnaire sur un pouvoir stable — tentèrent tant bien que mal de remplacer par le droit de succession par primogéniture qui leur paraissait entraîner moins de contestations et donc moins de conflits. Ces véritables guerres civiles entrainèrent, immanquablement, des interventions des puissances extérieures (voisines), tentées de jouer le rôle de l’arbitre du conflit. La dynastie croate n’échappa pas à cette règle. Cette série de luttes commença après le décès de Krešimir Ier en 945 : la rivalité entre ses deux fils, Miroslav (945-949) et Mihajlo Krešimir II (949-969), déclencha une guerre civile qui couta à la Croatie la perte des cités dalmates . En 949, le roi Miroslav fut tué, par son ban Pribina, au cours d'une querelle de pouvoir interne, et la Croatie perdit les îles de Brač, Hvar et Vis au profit des ducs de Paganie, les cités-États de Dalmatie au profit de l'Empire byzantin, le duché de Bosnie, tandis que la Slavonie orientale et la Syrmie furent prises par la Hongrie.

### Règne de Krešimir II et de Stjepan Držislav
Mihajlo Krešimir II (949–969), le jeune frère de Miroslav, fut le roi suivant, et il restaura l'ordre au cœur de l'État. Il resta en très bons termes avec les cités dalmates, lui et sa femme Jelena faisant don de terres et d'églises à Zadar et à Solin. L'église Sainte-Marie à Solin porte une inscription de 976 qui mentionne la couronne croate.
Mihajlo Krešimir II fut suivi par son fils Étienne Drjislav (Stjepan Držislav) (969–997). Améliorant les relations avec l'Empire byzantin, il s'allia avec l'empereur Basile II contre le tsar bulgare Samuel et reçut, de nouveau l’administration des cités dalmates avec le titre d’éparque et de patrice impérial mais aussi, pour la première fois dans l’histoire, les insignes royaux et le titre de « roi de Croatie et de Dalmatie » (988).
À la mort d'Étienne Drjislav, une nouvelle guerre civile éclata entre son fils aîné Svetoslav Suronja (997–1000) et ses deux frères cadets, Krešimir III (1000–1030) et Gojslav (co-souverain avec Krešimir, 1000–1020). Chacun réclama le trône, ce qui affaiblit l'État et permit au doge Pietro II Orseolo et au tsar bulgare Samuel Ier de Bulgarie d'empiéter sur les possessions croates de l'Adriatique. L’issue de ce conflit fut encore plus désastreuse que le précédent conflit successoral. En l'an 1000, Pietro II Orseolo fit payer cher son alliance à Svetoslav : il récusa le tribut de libre navigation que Venise payait au souverain croate depuis un siècle, il mena la flotte vénitienne dans l'est de l'Adriatique et en prit progressivement le plein contrôle, il annexa les cités dalmates avec l’autorisation de l'empereur de Byzantin, et amena le fils de Svetoslav — Stjepan — à Venise comme otage. Ce dernier épousera la fille du doge, Hicela, et cette union jeta les fondements du rameau slavonien de la dynastie croate, lié ultérieurement par d’autres liens matrimoniaux à la dynastie hongroise des Arpadiens, ce qui créa les bases de la future union croato-hongroise. Pietro Orseolo prit le titre de dux Dalmatiae. Les frères cadets de Svetoslav Suronja furent contraints, de leur côté, à reconnaître de nouveau, après plus d’un siècle d’indépendance, l’autorité de l'Empire byzantin sur la Croatie.

### Règne de KrešimirIIIet d'ÉtienneIer
Le Xe siècle vit une segmentation de la société, où les chefs locaux župani furent remplacés par les sujets du roi, qui prirent les terres à leurs propriétaires et instaurèrent un système féodal. Les paysans auparavant libres devinrent des serfs et ne servirent plus comme soldats, ce qui provoqua le déclin de la puissance militaire de la Croatie.
Le roi suivant, Krešimir III, tenta de récupérer les cités dalmates et y parvint dans une certaine mesure jusqu'en 1018, quand il fut battu par Venise en même temps que par le royaume d'Italie.
Son fils Étienne Ier (1030–1058) lui succéda. La principauté serbe de Dioclée engloba à partir de 1037 une partie du sud de la Dalmatie (portions de la Travounie et de la Zachoumlie). Devenue royaume indépendant, la Dioclée s'étendit sur toute la Dalmatie jusqu'à la cité de Knin et son souverain prit le titre de « roi de Dioclée et de Dalmatie ». Le seul succès de Stjepan fut de rallier le duc serbe de Paganie à son État après 1050. Le schisme de 1054 brisa l'unité de la communion entre, d'une part, l'Église de Rome, à laquelle la Croatie demeura attachée, et, d'autre part, l'Église de Constantinople. Désormais la frontière entre chrétiens catholiques et orthodoxes passa entre la Croatie, à l'ouest, et la Bulgarie et les duchés serbes, à l'est.

### Règne de Petar Krešimir IV
Au cours du règne de Petar Krešimir IV (1058–1074), le royaume médiéval croate atteignit son apogée. Petar Krešimir IV obtint de l'Empire Byzantin d'être reconnu comme le souverain officiel des cités dalmates. Il permit aussi à la Curie de Rome de s'impliquer davantage dans les affaires religieuses de la Croatie, ce qui renforça son pouvoir mais perturba son emprise sur le clergé qui utilisait l'alphabet glagolitique dans des parties de l'Istrie en 1060. La Croatie sous Petar Krešimir IV était composée de douze comtés et légèrement plus grande qu'au temps de Tomislav. Elle incluait au plus proche le duché de Paganie au sud de la Dalmatie, et son influence s'étendait jusqu'à Zahumlje, Travunia et Dioclée. Cependant, en 1072 Krešimir aida la révolte des Bulgares et des Serbes contre Byzance, après quoi l'Empire byzantin riposta en 1074 en envoyant le duc normand Amicus assiéger Rab. Ils ne prirent pas l'île, mais réussirent à capturer le roi, et les Croates furent contraints d'abandonner Split, Trogir, Biograd, Nin et Zadar aux Normands. En 1075, les Vénitiens bannirent les Normands et gardèrent la cité pour eux.

### Succession de Petar Krešimir IV et règne de Dmitar Zvonimir
Le troisième drame successoral se joua après le décès Petar Krešimir IV mais il allait, cette fois ci, se terminer par la fin de l'indépendance de la Croatie. La mort de Petar Krešimir IV en 1074, sans descendant direct, marqua de facto la fin de la dynastie des Trpimirović, qui avait régné sur les territoires croates pendant plus de deux siècles. Petar Krešimir avait désigné son neveu Stjepan comme successeur mais une période de troubles s’installa et le successeur désigné fut contraint de se retraiter dans un monastère. Un roi croate, dont les historiens ne parviennent pas à établir l'identité, est amené en captivité lors d’une incursion du comte normand Amicus, comte de Giovinazzo, dans les affaires croates, à l’initiative du Saint-Siège.
C’est finalement un descendant des Trpimirides de Slavonie, Dmitar Zvonimir (1076-1089), ban de Slavonie, qui fut couronné « roi de Croatie et de Dalmatie » par le légat du pape, Gébison, dans la basilique de Salone (début octobre 1076). Il assista les Normands dans leur lutte contre l'Empire Byzantin et Venise entre 1081 et 1085. Zvonimir aida à transporter leurs troupes à travers le détroit d'Otrante lors de l'occupation de Durazzo et des batailles le long des côtes albanaises et grecques. À cause de cela, les Byzantins cédèrent à Venise leurs droits sur la Dalmatie en 1085. Le règne de Zvonimir est gravé dans la pierre de la stèle de Baška, le plus vieil écrit croate connu à ce jour, conservé au musée archéologique de Zagreb. On se souvient de ce règne comme d'une période pacifique et prospère, pendant laquelle les liens avec le Saint-Siège furent renforcés, à tel point que Rome accorda aux Croates le privilège unique d’employer dans la liturgie leur propre langue, écrite alors en caractères glagolitiques. Les titres de noblesse en Croatie imitèrent ceux utilisés dans le reste de l'Europe, avec comtes et baron utilisés pour les župani et les courtisans, et vlastelin pour les hommes nobles.

### Succession de Dmitar Zvonimir

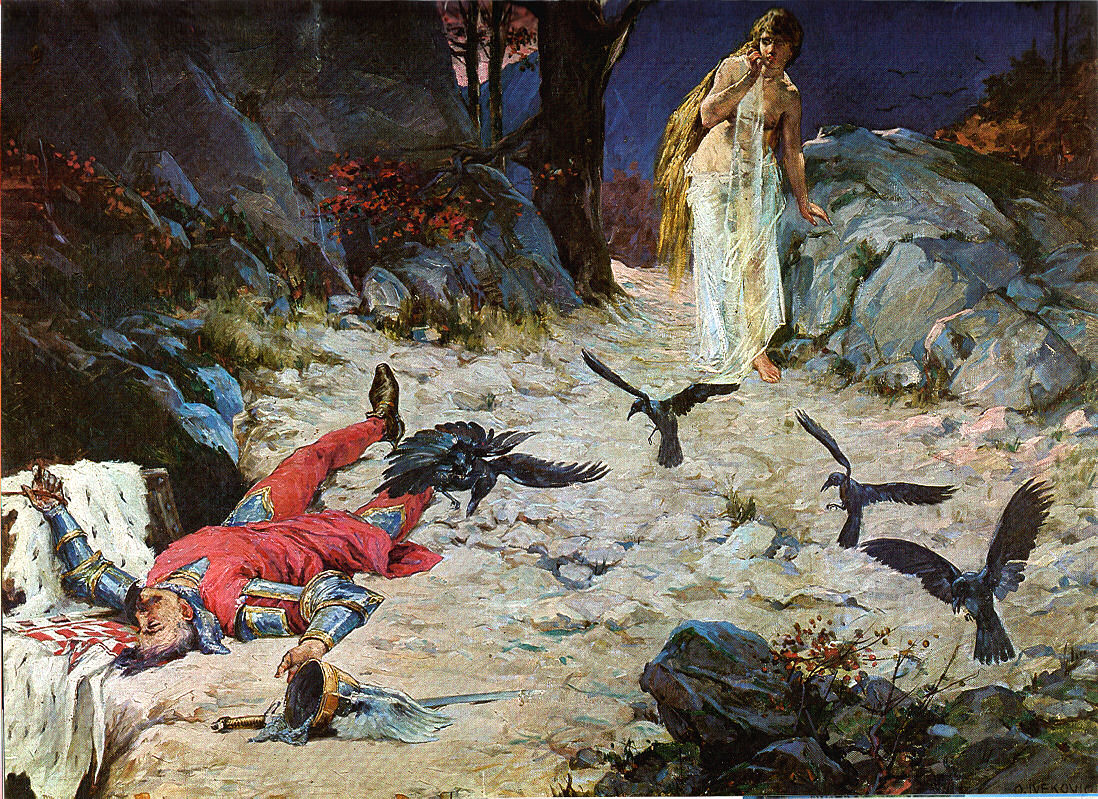
La mort du Roi Petar Svačić en 1097.

Le fils unique de Dmitar Zvonimir, Radovan, étant décédé en bas âge, la guerre de succession reprit de plus belle après la mort sans héritier du roi. Étienne II (Stjepan II) (1089–1091), de la dynastie des Trpimirović, fut alors sorti d'un monastère et monta sur le trône. Mais il ne régna que deux ans sur la Croatie avant de mourir de vieillesse. À sa mort, une partie des Croates se groupe autour de Petar Svačić, de la fratrie des Snačić, une autre partie se groupa autour du souverain narentais Sloviz (Slavac) et une troisième soutint le droit héréditaire de succession de la veuve de Dmitar Zvonimir, Jelena dite Lijepa (« la Belle »), sœur du roi de Hongrie, Ladislas. Il devint évident que Ladislas Ier de Hongrie était le meilleur candidat à la succession, grâce à la forte influence en Pannonie de sa sœur Jelena. Fort de son « droit héréditaire », Ladislas envahit la Croatie après la mort de Stjepan en 1091 et occupa rapidement toute la Pannonie, avant de rencontrer en Dalmatie une résistance désorganisée. L'Empereur byzantin Alexis Ier, inquiet de l’incursion hongroise en Croatie, réagit en incitant les fédérés Coumans à envahir la Hongrie. Ladislas fonda en 1094 l’évêché de Zagreb mais dut se retirer de Croatie. Il laissa derrière lui le prince Álmos (Almoš en croate) comme roi de Slavonie, ce qui scinda de nouveau administrativement la Croatie.
Les seigneurs croates luttèrent pour obtenir l'indépendance par rapport à la Hongrie, et ils élurent un nouveau roi croate : Petar III Snačić (1093–1097). Il parvint à unifier le royaume autour de la ville de Knin, et bannit Almoš de Slavonie en 1095. Après la mort de Ladislas la même année, Coloman de Hongrie, le frère d'Almoš, vint au pouvoir et fit la paix avec le Pape Urbain II. Il décida, en 1097, d’en finir définitivement avec la Croatie. Dans cette perspective, il mena une armée en Croatie et Petar III Snačić, le dernier roi croate de souche, fut battu et tué à la bataille de la montagne de Gvozd. Coloman rappela ses troupes au nord-est pour combattre les Ruthènes et les Coumans en Galicie en 1099. Les nobles croates saisirent cette occasion pour essayer de se libérer des Hongrois. Coloman revint en Croatie et les nobles croates durent accepter le traité connu sous le nom de Pacta Conventa (1102). Sur la Drave, les représentants des douze principales tribus croates reconnurent Coloman comme roi légitime de Croatie et de Dalmatie. La Croatie fut associée à la couronne de Hongrie par une « union personnelle » grâce à laquelle elle sera gouvernée par un ban (vice-roi), en conservant son Sabor (diète), son armée, les anciens privilèges de la noblesse croate et les statuts des cités dalmates ; en revanche, elle perdit sa flotte et dut au roi de répondre à ses appels aux armes. Ce traité de 1102, dont l'authenticité fut contestée par certains historiens, valut pendant huit siècles comme charte juridique de base dans les relations entre la Croatie et la Hongrie. Coloman de Hongrie fut couronné solennellement comme roi de Croatie et de Dalmatie (1102-1116) dans la ville royale de Biograd sur l'Adriatique.
Malheureusement, ce même fléau qui rongeait la dynastie croate des Trpimirović — les querelles dynastiques à propos du droit de succession — allait également toucher les Arpadiens, donnant souvent l’occasion aux puissances voisines de s’immiscer dans les affaires hongroises. Les couronnes de Hongrie et de Croatie demeurèrent liées, à travers la personne du roi, jusqu'à la fin de la Première Guerre mondiale.